# Jan Zavřel
Jan Zavřel, niem. Johann Zavřel (ur. 30 sierpnia 1864 w Skašticach, zm. 11 czerwca 1923 w Luhačovicach) – generał podporucznik intendent Wojska Polskiego i generał intendent czechosłowackiej Armii.

## Życiorys
Jan Zavřel urodził się 30 sierpnia 1864 roku w Skašticach, w powiecie kromieryżskim. Od września 1874 roku do czerwca 1881 roku uczył się w Państwowym Gimnazjum w Przerowie, a od sierpnia 1881 roku do sierpnia 1885 roku w Szkole Kadetów Artylerii w Wiedniu. 1 września 1885 został mianowany na stopień kadeta–zastępcy oficera i wcielony do 16 Ciężkiego Dywizjonu w Rokycanach. W 1887 został przeniesiony do 6. Galicyjskiego Batalionu Artylerii Fortecznej w Krakowie. Na stopień porucznika został mianowany ze starszeństwem z 1 września 1888 w korpusie oficerów taborowych. W tym samym roku został przeniesiony do 3 Pułku Taborów. Na stopień nadporucznika został mianowany ze starszeństwem z 1 listopada 1893. W 1895, pozostając oficerem nadetatowym 3 Pułku Taborów, został przydzielony do Pułku Ułanów Obrony Krajowej Nr 4 w charakterze oficera służby lokalnej z równoczesnym przeniesieniem do Departamentu IVa c. i k. Ministerstwa Obrony Krajowej w Wiedniu. W latach 1896–1898 był słuchaczem nadzwyczajnym (niem. Außerordentliches Hörer) Kursu Intendentów Wojskowych w Wiedniu. Po ukończeniu kursu został przydzielony do Departamentu V Intendentury c. i k. Ministerstwa Obrony Krajowej. 26 kwietnia 1899 został mianowany na stopień podintendenta Obrony Krajowej.
Na intendenta Obrony Krajowej (niem. Landewhrintendant) został awansowany ze starszeństwem z 28 kwietnia 1908 roku. 1 stycznia 1913 roku pełnił służbę w Departamencie XII c. i k. Ministerstwa Obrony Krajowej w Wiedniu.
Od marca 1916 roku do lipca 1917 roku pełnił służbę w c. i k. Komendzie Legionów Polskich na stanowisku szefa Intendentury. Na podstawie Dziennika Rozporządzeń c. i k. Ministerstwa Obrony Krajowej Nr 74 z 24 maja 1916 roku został awansowany na starszego intendenta wojskowego I klasy (niem. Militäroberintendant 1. Klasse). 25 czerwca 1917 roku został zwolniony z tego stanowiska rozkazem nr 90340 c. i k. Naczelnej Komendy Armii. 13 lipca 1917 roku dowódca Legionów Polskich, pułkownik Zygmunt Zieliński w rozkazie nr 315 stwierdził: „w chwili opuszczenia przez niego ważnego posterunku służbowego w Legionach wyrażam mu uznanie za doskonałą służbę. W marcu 1916 r. przydzielony do Legionów Polskich na nowo zorganizował tak trudny dział służby gospodarczej, a rozumiejąc rolę organizacyjną Legionów Polskich, jako kadr Wojska Polskiego, wyszkolił cały zastęp zawodowo wykształconych oficerów gospodarczo-administracyjnych. Szereg kursów stojących pod jego nadzorem w zupełności odpowiedział swojemu zadaniu. Żegnając tego doskonałego oficera i organizatora służby gospodarczej, raz jeszcze wyrażam mu gorące uznanie i podziękowanie, i życzę mu powodzenia w dalszej jego służbowej pracy”.
8 listopada 1918 roku, na podstawie dekretu Rady Regencyjnej Królestwa Polskiego, przyjęty został do Wojska Polskiego z Armii Czesko-Słowackiej i mianowany szefem Sekcji Gospodarczej Ministerstwa Spraw Wojskowych z „poleceniem bezzwłocznego zorganizowania służby gospodarczej i całego zarządu wojskowego”. 21 listopada 1918 roku Józef Piłsudski mianował go generałem podporucznikiem intendentem. Od 10 grudnia 1918 roku, po reorganizacji Ministerstwa Spraw Wojskowych, kierował pracami Departamentu IV Gospodarczego. 13 marca 1919 roku został zwolniony ze służby w Wojsku Polskim. 
16 grudnia 1921 roku awansował na generała intendenta czechosłowackiej Armii. 1 lutego 1923 roku został przeniesiony w stan spoczynku. Zmarł 11 czerwca 1923 w Luhačovicach. Pochowany na cmentarzu wyszehradzkim w Pradze.
Obaj synowie generała byli oficerami Wojska Polskiego. W ewidencji wojskowej figurowali pod nazwiskiem „Zawrzel”. Starszy z braci, Jan (ur. 9 września 1894 w Krakowie) był kapitanem artylerii ze starszeństwem z 1 czerwca 1919, a młodszy – Leon Benedykt (ur. 1899) był kapitanem administracji

## Ordery i odznaczenia
- Krzyż Oficerski Orderu Franciszka Józefa z dekoracją wojenną - 4 kwietnia 1917 „w uznaniu znakomitej służby przed nieprzyjacielem”[20]
- Brązowy Medal Zasługi Wojskowej na czerwonej wstążce
- Brązowy Medal Jubileuszowy Pamiątkowy dla Sił Zbrojnych i Żandarmerii
- Krzyż Jubileuszowy Wojskowy